# Silent Jim
Silent Jim è un cortometraggio muto del 1912. Il nome del regista non viene riportato nei titoli del film che, Eclair American, aveva come interpreti Alec B. Francis, Barbara Tennant, Lamar Johnstone, Robert Frazer, George Larkin, Muriel Ostriche.

## Produzione
Prodotto dalla Eclair American.

## Distribuzione
Il film uscì nelle sale cinematografiche degli Stati Uniti il 5 novembre 1912, distribuito dall'Universal Film Manufacturing Company.